# Girolles (Yonne)
Girolles é uma comuna francesa na região administrativa de Borgonha-Franco-Condado, no departamento de Yonne. Estende-se por uma área de 16 km². Em 2010 a comuna tinha 174 habitantes (densidade: 10,9 hab./km²).